# Cabanatuani rajtaütés
A cabanatuani rajtaütés (angolul: The Raid at Cabanatuan vagy The Great Raid)  amerikai mentőakció volt a második világháborúban, a csendes-óceáni hadszíntéren 1945. január 30-án. Az akcióval az amerikai hadsereg különlegesen kiképzett katonái (rangerek) és az Alamo Scouts tagjai, valamint a filippínó gerillák több mint ötszáz hadifoglyot és civilt szabadítottak ki a Fülöp-szigeteki Cabanatuan közelében létesített japán fogolytáborból.
A japánok azután hozták létre a fogolytábort, hogy a bataani csata után több tízezer amerikai katona adta meg magát. A cabanatuani tábor foglyainak többségét a japánok más létesítményekbe helyezték át később, Cabanatuanban nagyjából ötszázan maradtak 1945-re: amerikaiak, más szövetséges hadsereghez tartozó katonák és civilek. A táborban borzalmas körülmények voltak, a rabok alultápláltak és betegek voltak, az őrök gyakran kegyetlenkedtek velük.
Miután a Douglas MacArthur tábornok által vezetett amerikai seregek 1944-ben partra szálltak Luzon szigetén, valószínűvé vált, hogy a japánok előbb-utóbb legyilkolják foglyaikat. Miután az őrök a Puerto Princesa-i börtöntáborban elevenen elégették foglyaikat, és ennek híre eljutott a szövetségesekhez, a hadvezetés 1945 január végén úgy döntött: egy kis csapatot küld 48 kilométerre a japán vonalak mögé.
A Henry Mucci alezredes által irányított katonák feladata az volt, hogy észrevétlenül eljussanak tábor közelébe, majd  a filippínó gerillákkal együttműködve megrohanják a cabanatuani létesítményt, kiszabadítsák, és az amerikaiak által ellenőrzött területre kísérjék a rabokat.
Az éjszakai rajtaütéssel, amelyet egy repülőgép megtévesztő manőverekkel támogatott, az amerikaiak és a gerillák meglepték a japánokat, és mintegy félórás tűzharcban megölték a védőket. A támadók csak minimális veszteséget szenvedtek. A kiszabadított több mint ötszáz foglyot vízibivalyok által vontatott kordékban szállították el. A sikeres mentőakció révén nyilvánosságra kerültek az úgynevezett bataani halálmenet és a japán brutalitás részletei.

## Előzmények
A Japán Birodalom az 1941. december 7-ei Pearl Harbor elleni támadása után néhány órával bombázni kezdte a Fülöp-szigeteken állomásozó amerikai erőket, amelyek parancsnoka Douglas MacArthur tábornok volt. 1942. március 12-én Franklin D. Roosevelt amerikai elnök utasítására MacArthur és néhány tisztje elhagyta a szigetet, azt ígérve azt ott maradóknak, hogy erősítéssel tér majd vissza. A szigeteket az Amerikai Egyesült Államok Távol-keleti Hadseregének (United States Army Forces in the Far East – USAFFA) katonái és a filippínók védték. A járványoktól megtizedelt, alultáplált, ellátmányából kifogyó, korszerűtlen fegyverekkel felszerelt 72 ezres sereg április 9-én megadta magát. A japánok eredetileg azzal számoltak, hogy 10 és 25 ezer között lesz a hadifoglyok száma, így csak két kórházat állítottak fel számukra, és e becslés alapján halmozták fel az élelmiszerkészletet és állították fel az őrzéssel megbízott alakulatokat. A foglyokat egy 97 kilométer hosszú útra kényszerítették, amely a bataani halálmenet elnevezést kapta később. A kegyetlen gyaloglás során nagyjából húszezer rab halt meg. Az O'Donnell-tábort (Camp O'Donnell) mintegy 52 ezer fogoly (9200 amerikai és 42 800 filippínó) érte el. Közülük többeket átirányítottak a Cabanatuan melletti táborba.

## A tábor

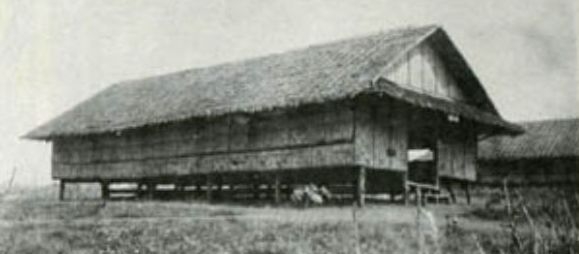
A foglyok szállásául szolgáló bambuszkunyhó

A tábor a közelben fekvő ötvenezres városról, Cabanatuanról kapta a nevét. A helyiek Pangatian-tábornak is nevezték egy közeli falucska után. Korábban az amerikai mezőgazdasági minisztérium létesítménye, majd a filippínó hadsereg kiképzőközpontja volt.  A téglalap alakú tábor hosszabbik oldala 730 méter, rövidebbik oldala 550 méter volt, közepén egy út osztotta két részre. Az út egyik oldalán az őrök laktak, a másikat pedig a rabok bambuszkunyhói és kórháza foglalta el. A tábort 2,4 méter magas szögesdrót kerítés vette körbe, valamint négyemeletes őrtornyok és megerősített lőállások védték.
„Csúcsidőszakában”, amikor nyolcezer fogoly raboskodott benne, a tábor a legnagyobb ilyen jellegű létesítmény volt a Fülöp-szigeteken. A foglyok főként amerikai katonák voltak, de más államok hadseregének tagjait, illetve civileket is őriztek ott, köztük briteket, norvégokat és hollandokat. A foglyok száma jelentősen lecsökkent, amikor az amerikaiak luzoni partraszállása után a legfelsőbb japán hadvezetés parancsára az épkézláb embereket átszállították a Fülöp-szigetek más területeire, Japánba, Formosára és Mandzsúriába, hogy munkatáborokban, gyárakban dolgoztassák őket, hajókat pakoljanak ki, repülőtereket javítsanak.
1944 októberében 1600 katona hagyta el a tábort, ahol ötszáz beteg, legyengült társuk maradt. 1945. január 6-án valamennyi őr elhagyta Cabanatuant, arra utasítva a foglyokat, hogy ne kíséreljenek meg szökést, mert akkor kivégzik őket. A rabok komolyan vették a fenyegetést, és a táborban maradtak, nehogy okot adjanak a feltételezésük szerint a közelben tartózkodó japán katonáknak a tömeges kivégzésre. Ehelyett átkutatták az őrök táborhelyét élelmiszerért. Néhány hétig őrzés nélkül voltak, nem számítva azokat az időszakokat, amikor a visszavonuló japán csapatok a tábornál állomásoztak. Az áthaladó japán alakulatok nem adtak élelmiszert a foglyoknak. Ezért a rabok, tartva ugyan a következményektől, kénytelenek voltak egy kisebb csoportot kiküldeni a kerítésen túlra, hogy hozzanak két vízibivalyt a táborba, amelyet levághatnak.
Január közepén egy nagyobb japán egység érkezett a táborba, amely visszairányította a hadifoglyokat saját területükre. A rabok attól tartottak, hogy a japánok hamarosan kivégzik őket.

### Élet a táborban

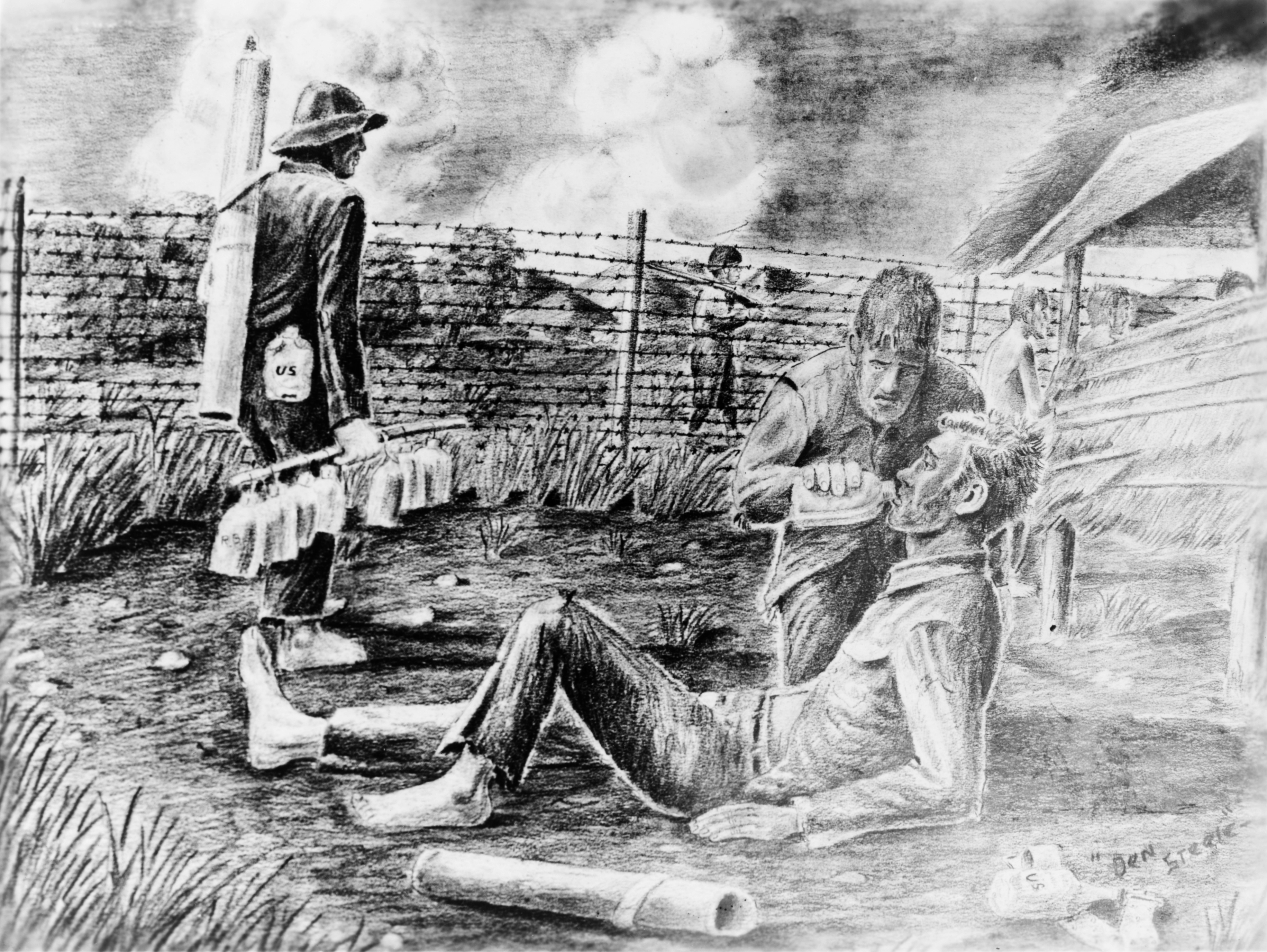
Társát itató rab egy fogoly rajzán

A foglyok naponta kétszer kaptak enni, a menü főtt rizs volt, esetenként gyümölccsel, levessel és hússal kiegészítve. A raboknak olykor sikerült élelmiszert becsempészniük, amikor a japánok kivitték őket Cabanatuanba. Többféle módszerrel jutottak extra élelmiszerhez: lopással, az őrök megvesztegetésével, kiskertek ápolásával, a táborba betévedő állatok, köztük egerek, kígyók, kacsák és kóbor kutyák leölésével. A filippínó ellenállás több ezer kinintablettát gyűjtött össze és csempészett a táborba.
Amikor a japánok egy amerikaival szereltették meg rádióikat, az alkatrészeket lopott, amelyekből saját készülékeket raktak össze, és így követni tudták a háború eseményeit. A rabok egyik csoportja alkatrészekre bontva hozott be egy készüléket a táborba. A foglyok rádiói képesek voltak egy San Franciscó-i adót is fogni. Sikerült egy fényképezőgépet is becsempészniük, amellyel megörökítették a tábor mindennapjait. A rabok készítettek fegyvereket, és lőszereket is csempésztek a táborba arra az esetre, ha sikerül lőfegyverhez jutniuk.
A japánok megengedték a raboknak, hogy derítőket és öntözőcsatornákat építsenek. Kikapcsolódásként engedélyezték nekik a baseballt, a patkódobást és az asztaliteniszt, valamint egy háromezres könyvtár is működött a Vöröskereszt jóvoltából a táborban, olykor pedig vetítéseket rendeztek. A foglyok egy buldogot is tarthattak. Karácsonykor a japánok engedélyezték a Vöröskeresztnek, hogy minden rabnak csomagot juttasson el, amelyben húskonzerv, kávé és dohány volt. A rabok küldhettek – cenzúrázott – képeslapokat rokonaiknak.

### Szökések
A foglyok az évek során többször kíséreltek meg szökést, azok többsége azonban kudarccal végződött. Egyik alkalommal a japánok elfogtak négy szökevényt, majd kényszerítették a foglyokat, nézzék végig, ahogy megverik őket, megásatják velük a sírjukat, majd kivégzik őket. Kevéssel ezután az őrök közölték, hogy minden egyes szökevényért tíz foglyot végeznek ki. A rabok körleteit tízes csoportokra bontották, hogy szemmel tudják egymást tartani. Egy héttel később két amerikai mégis szökést kísérelt meg, őket és 18 társukat a többiek előtt végezték ki.

## Tervek, előkészületek
1944. október 20-án Douglas MacArthur csapatai partra szálltak Leytén. Néhány héttel később, december 14-én a Puerto Princesa-fogolytábor őrei betereltek csaknem 150 rabot az óvóhelyekre, majd benzint locsoltak rájuk, és elevenen elégették őket. A túlélők egyike, Eugene Nielsen közlegény eljutott az amerikaiakhoz, és 1945. január 7-én tájékoztatta a hírszerzést a történtekről. Két nappal később az amerikai csapatok megkezdték a fősziget, Luzon offenziváját, és gyors ütemben törtek Manila felé.
Bob Lapham őrnagy, az USAFFE rangidős gerillaparancsnoka és Juan Pajota filippínó gerillavezér már hosszabb ideje tervbe vette a cabanatuani tábor felszabadítását, de nem tudták megoldani a rabok elrejtését és ellátását. Egy korábbi terv értelmében, amelyet Bernard Anderson alezredes, a tábor körüli gerillák parancsnoka dolgozott ki, a filippínók a kiszabadított rabokat a 80kilométerre található Debut-öbölbe kísérték volna, ahonnan tengeralattjáróval utaztak volna tovább. Az akcióhoz harminc búvárhajóra lett volna szükség. A tervet elvetették, mert MacArthur attól félt, hogy a japánok utolérik a menekülőket, ráadásul a haditengerészet sem tudott ilyen sok tengeralattjárót nélkülözni a luzoni offenzíva miatt.

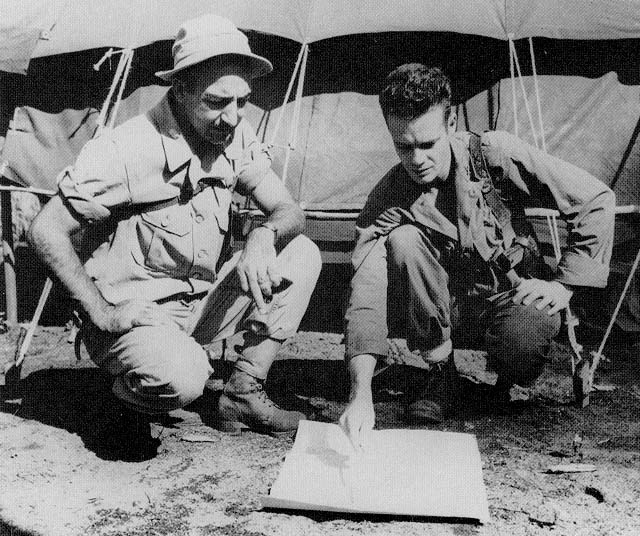
Henry Mucci (b) és Robert Prince

1945. január 26-án Lapham a táborhoz közeli pozíciójából a 6. hadsereg 48 kilométerrel távolabb működő főhadiszállására utazott, ahol találkozott Horton White ezredessel, Walter Krueger tábornok hírszerzőfőnökével, és javaslatot tett a tábor felszabadítására, mielőtt a japánok legyilkolják a rabokat. Lapham úgy becsülte, hogy 100-300 katona őrzi a foglyokat, és további ezer állomásozik a tábortól északkeletre, a Cabu-folyó másik oldalán, illetve ötezer japán lehet Cabanatuan város körzetében. A megbeszélésen rendelkezésre álltak friss légi felvételek is a táborról, amelyeket január 19-én készítettek az amerikai repülők. White feltételezte, hogy az I. hadtest január 31. vagy február 1. előtt nem éri el Cabanatuant, így arra jutott, ha tenni akarnak valamit, akkor arra január 29-én kell sort keríteni. Horton White jelentést tett Kruegernek, aki utasítást adott a mentőakcióra.
White megbeszélésre hívta Henry Mucci alezredest, a 6. ranger zászlóalj vezetőjét, valamint három tisztet az Alamo Scouts felderítő osztagból. Az egyeztetésen kidolgozták a mentőakció tervét, amelynek értelmében 24 órával a főerő indulása előtt felderítők mennek a helyszínre, hogy információkat gyűjtsenek a táborról. A főerő a C század 90 és az F század 30 rangeréből áll majd. Az ő feladatuk az lesz, hogy körbevegyék, majd megrohanják a tábort, kiszabadítsák és az amerikai vonalak mögé kísérjék a foglyokat. A tervek szerint az amerikaiakhoz nyolcvan gerilla csatlakozik majd a helyszínen, akik kalauzolják és segítik őket.
A megbeszélés résztvevői abban állapodtak meg, hogy az akció január 29-én 17.30 órakor kezdődik. Január 27-én este ismét áttanulmányozták a légi felderítés fényképeit és meghallgatták a filippínó gerillák által összegyűjtött legfrissebb információkat. Este hét órakor két ötfős Alamo Scouts-különítmény indult el  William Nellist, illetve Thomas Rounsaville főhadnagy vezetésével Guimbából Cabanatuan felé. Másnap reggel Paterónál, mintegy 3,2 kilométerre a tábortól északra, találkoztak a gerillákkal.
Annak érdekében, hogy az alakulat és a főhadiszállás között legyen kapcsolat, kialakítottak egy előretolt rádióállomást Guimbánál. A rangereket és a felderítőket négy fotós is elkísérte, hogy dokumentálja a mentőakciót. A genfi egyezmény előírásaival szemben a csapatba tartozó szanitécek és Jimmy Fisher orvos százados is viselt fegyvert.

## Ellenséges vonalak mögött

A piros terület a japánok, a kék a foglyok barakkjait jelöli. A fehér nyilak az amerikai támadások irányát, a vörös körök a védők megerősített állásait jelölik

Január 28-án hajnali öt órakor Mucci és 121 katona, Robert Prince százados vezetésével, teherautókon a 97 kilométerrel távolabb fekvő Guimbába ment, ahol kevéssel 14 óra után átlépték a japán vonalakat. Az amerikaiakat helyi gerillák kalauzolták, akik arról is gondoskodtak, hogy a környező falvak kutyáit elhallgattassák, nehogy túl nagy zajt csapjanak a katonák átvonulásakor. Másnap reggel elérték a tábortól nyolc kilométerre északra fekvő Balincarint, ahol felvették a kapcsolatot a felderítőkkel. Utóbbiak beszámoltak arról, hogy a fogolytábor körüli terület lapos, nehéz rejtve megközelíteni a védőket.
Mucci szintén találkozott Juan Pajotával és embereivel. Amikor a filippínó százados megtudta, hogy Mucci még aznap éjjel támadni akar, ellenkezni kezdett, és öngyilkosságnak nevezte a tervezett akciót. Pajota arra hivatkozott, hogy legalább ezer japán katona táborozik mindössze néhány száz méterre a tábortól. Megerősítette azokat az információkat is, hogy Cabanatuan város körül legalább hétezer ellenséges katona van.
Azt javasolta, várják meg, amíg a japán egységek továbbvonulnak. Pajota és az Alamo Scouts-felderítők beszámolója alapján Mucci egy nappal elhalasztotta az akciót, amiről rádión értesítette a 6. hadsereg főhadiszállását. Ezután visszaküldte a felderítőket, hogy gyűjtsenek további információkat, különös tekintettel az ellenséges csapatok erejére és pontos elhelyezkedésére.
Január 30-án 11.30-kor két felderítőnek sikerült álruhában bejutnia egy elhagyatott kunyhóba, amely 270 méterre állt a tábortól. Az épületből alaposan megfigyelték a létesítményt, és pontos jelentést készítettek a fontosabb épületekről, a japán egység erejéről, a telefondrótok elhelyezkedéséről és a legjobb támadási útvonalakról. Később csatlakozott hozzájuk három társuk, akik átvették, majd Muccihoz továbbították a jelentést. A két felderítő a támadás megkezdéséig a kunyhóban maradt. Az alezredes a jelentést átadta Robert Prince-nek, akit korábban a részletes terv kidolgozásával bízott meg. A százados az új információk alapján módosította elképzelését.
Prince úgy tervezte, hogy a rangerek két csoportban támadnak. A C század 90 katonája az ő vezetésével megrohamozza a főkaput, behatol, majd kihozza a foglyokat. Eközben az F század 30 katonája, John Murphy hadnagy irányításával 19.30-kor lőni kezdi a tábor hátsó részénél található japán állásokat. Prince úgy számolt, hogy az akció maximum fél órán át fog tartani. A tervek szerint a százados egy vörös világítórakétával jelzi Murphyéknek, hogy a rabok biztonságban vannak. Ezt követően a különböző egységek a Pampanga-folyónál egyesülnek, 2,4 kilométerre északra a tábortól, ahol a gerillák már várják őket a kordékkal.

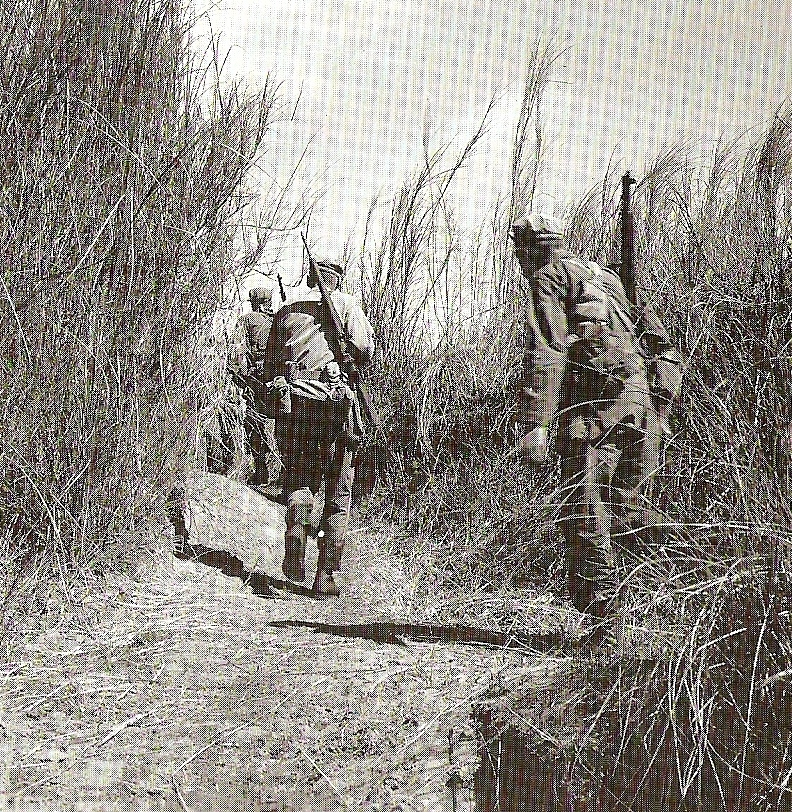
Magas fűben haladó rangerek

Prince leginkább a tábort körülvevő, a rejtőzködésre kevés lehetőséget nyújtó lapos talajtól tartott. A japánok a tábor környékét megtisztították a növényzettől, ezzel biztosítva magukat a gerillaakciók és a sikeres szökések ellen. Ráadásul a rangereknek csak kevés idejük volt a tábor megközelítésére, ugyanis a napnyugta és a holdkelte között csak egy óra volt. Azt nem tudták, hogy a tornyokban nincsenek reflektorok. Pajota százados azzal a javaslattal állt elő, hogy a támadás előtt egy amerikai repülőgép húzzon el a tábor felett, és vonja el a katonák figyelmét. Muccinak tetszett az ötlet, és rádión kért egy gépet. Eközben Platero iskolájában Jimmy Fisher felállított egy „szükségkórházat”.
Január 30-án hajnalra a tábor közelében állomásozó japán alakulatok távoztak. Henry Mucci a gerillákat két részre osztotta. Az egyik csapat, kétszáz ember Pajota irányításával, azt a parancsot kapta, hogy építsen akadályt a Cabu-folyó fahídjánál, és akadályozza meg, hogy a közelben állomásozó japánok átkeljenek ott. A másik egységet Eduardo Joson százados vezette, 75 emberének az volt a feladata, hogy az ellenkező irányban, 730 méterre a tábortól délre blokkolja a főutat, megakadályozva a Cabanatuanból érkező esetleges japán erősítés eljutását a harcok színhelyére. Mindkét gerillacsapat 25-25 aknát helyezett el állása előtt. A két csapatból egy-egy gerillát bazookával fegyvereztek fel. Megállapodtak abban, hogy amikor a támadó csapatok és a hadifoglyok elérik a folyót, Prince újabb rakétával jelzi a gerilláknak a mentőakció végét.
Mivel a hadifoglyok nem tudtak a közeledő akcióról, szokásos esti rutinjukat végezték. Egy nappal korábban ugyan két filippínó gyerek köveket dobott a rabok táborrészébe, amelyekre azt írták, Legyetek készen az indulásra, de a rabok tréfának gondolták az üzenetet. Őket elsősorban az őrök viselkedése foglalkoztatta, ugyanis attól tartottak, hogy bármilyen indokkal lemészárolhatják őket. Úgy vélték, a japánok nem fogják hagyni, hogy az előrenyomuló amerikai erők kiszabadítsák őket, és így nyilvánosságra kerüljön a halálmenet és a tábori élet minden borzalma és brutalitása.

## Fogolyszabadítás
Az amerikaiak 17 órakor indultak el Plateróból. Mindannyian fehér szövetszalagot kötöttek a bal karjukra, hogy felismerjék egymást a sötétben. Átkeltek a Pampanga-folyón, majd 17.45-kor Prince és Murphy egysége elvált egymástól, és a két gerillaalakulat is elindult a számára kijelölt helyre. Prince-ék nagyjából 640 méterre a főkaputól álltak meg, hogy ott várják meg a sötétet, illetve a figyelemelterelő repülő érkezését.

### A tábornál
Az amerikai P-61-es vadászgép 18 órakor szállt fel, két pilótával, Kenneth Schrieber századossal és Bonnie Rucks főhadnaggyal a fedélzetén. Amikor megérkeztek a tábor közelébe, Schrieber 460 méteres magasságban leállított a bal motort, majd újraindította, ezzel hatalmas zajt produkálva. Ezt még kétszer megcsinálta, miközben a repülő folyamatosan veszített magasságából. A japán megfigyelőknek úgy tűnt, hogy a gép, amely alig néhány méterrel szállt el a közeli dombok felett, megrongálódott. A japánok szemükkel követték a gépet, várva a becsapódását jelentő robbanást. Schrieber  néhányszor megismételte ezt a manővert, mutatványokkal kiegészítve. A gép húsz percen át vonta el a japánok figyelmét, és ezalatt a rangerek kúszva megközelítették a tábort, Carlos Tombo hadnagy és gerillái pedig, néhány amerikai katonával kiegészítve, elvágták a telefonvezetéket.

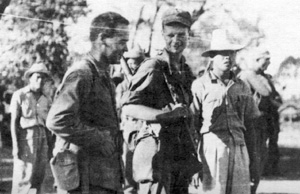
A kép bal oldalán Fisher százados, mellette Prince

19.40-kor Murphy katonái tüzelni kezdtek az őrtornyokra és a katonai barakkokra. Az első 15 másodpercben valamennyi tornyot és megerősített lőállást kiiktatták. Ted Richardson őrmester a főkapuhoz rohant, és 45-ös pisztolyával szétlőtte rajta a lakatot. A főkapun beözönlő katonák folyamatosan tűz alatt tartották a katonai barakkokat. Egy páncélöklös csapat előrerohant az úton egy kunyhóig, amelyben a felderítők szerint egy tank állt. Az egység először szétlőtt két teherautót, amellyel a japánok menekülni próbáltak, majd megsemmisítette a kunyhót.
Amikor a lövöldözés megkezdődött, sok fogoly azt hitte, a japánok elkezdték a legyilkolásukat, ezért a kunyhókba, latrinákba, öntözőcsatornákba bújtak. Amikor a rangerek hívták őket, hogy jöjjenek elő, többen nem engedelmeskedtek, mert japán trükkre gyanakodtak. Sokan ellenálltak a rangereknek, mert azok öltözéke egyáltalán nem hasonlított az évekkel korábbira, amelyet ők ismertek, így a katonáknak olykor fizikai erőszakot kellett alkalmazniuk, hogy a foglyok elhagyják búvóhelyüket. Egyes foglyok annyira lesoványodtak, hogy a rangerek egyszerre kettőt is elbírtak a hátukon. Miután a rabok összegyűltek a barakkok előtt, azt az utasítás kapták, hogy induljanak a főkapu felé, de mivel a főkapu a raboknak egy másik bejáratot jelentett, összeütköztek egymással és összezavarodtak.
Egy magányos japán katonának sikerült három aknavetőgránátot kilőnie a főkapu felé. Az F század tagjai hamar elhallgattatták, de néhányan megsebesültek a robbanásban. Jimmy Fisher kapitányt, akinek a gyomrába vágódott egy repesz, Balincari településre vitték. Megsebesült még két felderítő, Tom Rounsaville és Alfred Alfonso, valamint egy ranger közlegény, Jack Peters.
20.15-kor a japán ellenállásnak teljesen vége lett, és Robert Prince kilőtte a jelzőrakétát. Roy Sweezy tizedest ekkor tévedésből saját társai agyonlőtték. A katonák és a foglyok elindultak a Pampanga-folyó felé, ahol 26 kordé várta őket, hogy Platerosba szállítsa a legyengült rabokat. 20.40-kor, miután mindenki átkelt a folyón, Prince újabb rakétát lőtt ki, amellyel Pajotának és Josonnak jelezte, megkezdhetik a visszavonulást.

### A Cabu-folyónál
Néhány másodperccel a lövöldözés megkezdése után, Pajota csapata tüzet nyitott a Cabu-folyó túloldalán állomásozó japán egységre. Korábban robbanószerkezetet erősítettek a hídra, amelynek időzítőjét 19.45-re állították be. A pokolgép időben felrobbant, de a híd nem dőlt le, viszont akkora lyuk keletkezett rajta, hogy járművel nem lehetett áthajtani a túlpartra. A japán alakulatok hullámokban rohamozták a hidat, de a filippínók minden támadást visszavertek. Az egyik gerilla, akit néhány órával korábban tanítottak meg a bazooka használatára az amerikaiak, négy harckocsit semmisített meg. Egy maroknyi japán megpróbált távolabb átkelni a folyón, hogy átkarolja a gerillákat, de a filippínók lelőtték őket. 20.40-kor látták Prince rakétáját, de a visszavonulást csak 22 órakor tudták megkezdeni, amikor a japánok feladták a híd rohamozását. Joson emberei nem találkoztak japánokkal, ők időben elindultak a találkozási ponthoz.

## Útban hazafelé
A katonák és a hadifoglyok 22 órára megérkeztek Platerosba, ahol fél órán át pihentek. A faluból rádióüzenetet küldtek az akció sikeréről a 6. hadsereg főhadiszállására. A sebesülteket ellátták az iskolában felállított kórházban. Fisher gyomrából is kivették a repeszt, de a belső szervei annyira megsérültek, hogy komolyabb kórházi kezelésre szorult. Mucci utasítására néhány felderítő és fogoly megkezdte egy ideiglenes leszállópálya kialakítását. Fisher később belehalt sérüléseibe. Utolsó feljegyzett szavai ezek voltak: „Sok szerencsét a kifelé vezető úton.”
Létszámolvasást tartottak, és ekkor derült ki, hogy egy süket hadifogoly, a brit Edwin Rose hiányzik. Mucci kijelentette, hogy egyetlen katonát sem nélkülözhet, így néhány gerillát küldött a keresésére. Később kiderült, hogy Rose a támadás előtt elaludt a latrinán. A süket fogoly másnap kora reggel ébredt, ekkor vette észre, hogy a többiek mind eltűntek. Edwin Rose megborotválkozott és felvette legjobb öltözetét, amelyet félretett a szabadulás napjára. Kisétált a táborból, abban reménykedve, hogy hamarosan megtalálják, és ismét szabad lesz. A gerillák valóban rábukkantak, és később egy páncéloselhárító egység vette fel és vitte kórházba.

A sárga vonal a behatolás, a piros a visszatérés útvonalát jelöli. A felkelő nap a japán csapatok helyzetét, a sárga csillag a tábort mutatja

Fél 11-kor elhagyták Platerost, és elindultak az amerikai vonalak felé. Pajota és emberei a környező falvakból újabb és újabb kocsikat szereztek a legyengült rabok szállításához. Amikor elérték Balincarint, már ötven kordéjuk volt. Az út során, amelyet nagyjából óránkénti három kilométeres sebességgel tettek meg, 106 kocsit használtak. Mivel a katonák az elmúlt három napban csak 5-6 órát aludtak, a kimerültségtől hallucinációik támadtak, és olykor menetelés közben aludtak el. A szanitécek Benzedrine-t, egy amfetaminszármazékot adtak nekik, hogy ébren maradjanak.
Az amerikai vonalak felé tartó menetoszlopot P–61 Fekete Özvegyek és P–51 Mustangok kísérték. Az egyik P–61-es 21 órakor öt japán teherautót és egy tankot semmisített meg az úton, mielőtt azokat elérték volna a katonák és a kiszabadított foglyok. A katonák az amerikai vonalakat más úton közelítették meg visszafelé, mint amelyiken behatoltak a japánok által ellenőrzött területre.
Az út során a menetoszlopot megállították a Hukbalahap, a filippínó kommunista ellenállás gerillái, akik egyformán gyűlölték a japánokat és az amerikaiakat, illetve riválisai voltak Pajota csapatainak. A kommunisták nem akarták átengedni a csapatot a falujukon, később azonban abba beleegyeztek, hogy az amerikaiak, filippínó segítőik nélkül átkeljenek rajta. Miután Mucci, akinek a rádiója már nem működött, azzal fenyegette meg a Hukbalahap embereit, hogy tüzérségi támogatást kér, és a földdel teszi egyenlővé a falut, az egész menetoszlop átvonulhatott a településen. A csapat végül elérte Talaverát, ahol a foglyokat kórházba vitték. Itt találkozott az egyik ranger a foglyok között az apjával, akiről azt hitte, három évvel korábban elesett a harcokban. A leszállópálya kialakítására hátrahagyott felderítőknek és foglyoknak szintén meggyűlt a baja a kommunista gerillákkal, de február 1-jén ők is megérkeztek Talaverába.
Néhány nappal a mentőakció után az amerikai csapatok elérték a tábort, ahol sok halotti bizonyítványt, valamint naplókat, verseket és rajzokat találtak. A filippínók, akik kordéjukat odaadták a foglyok szállítására, fejenként öt pesót kaptak.

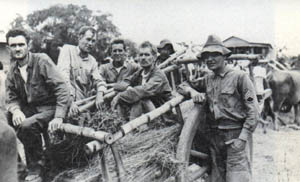
Kordés menekülés
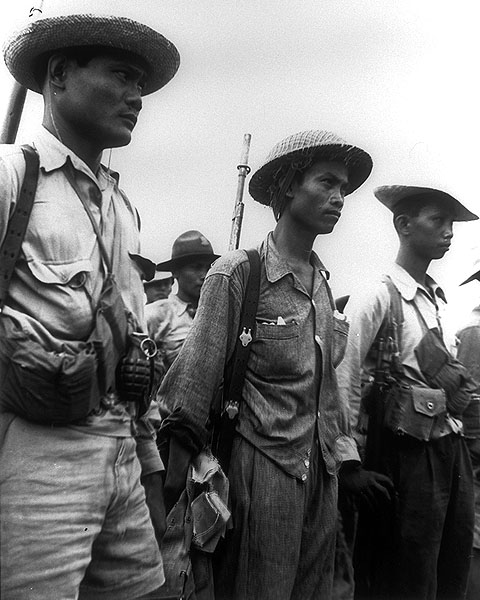
Pajota gerillái
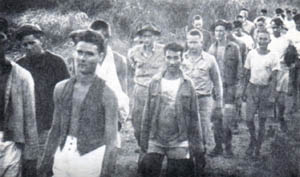
Korabeli felvétel a hazaútról
- Korabeli felvétel a hazaútról
- A menetoszlop
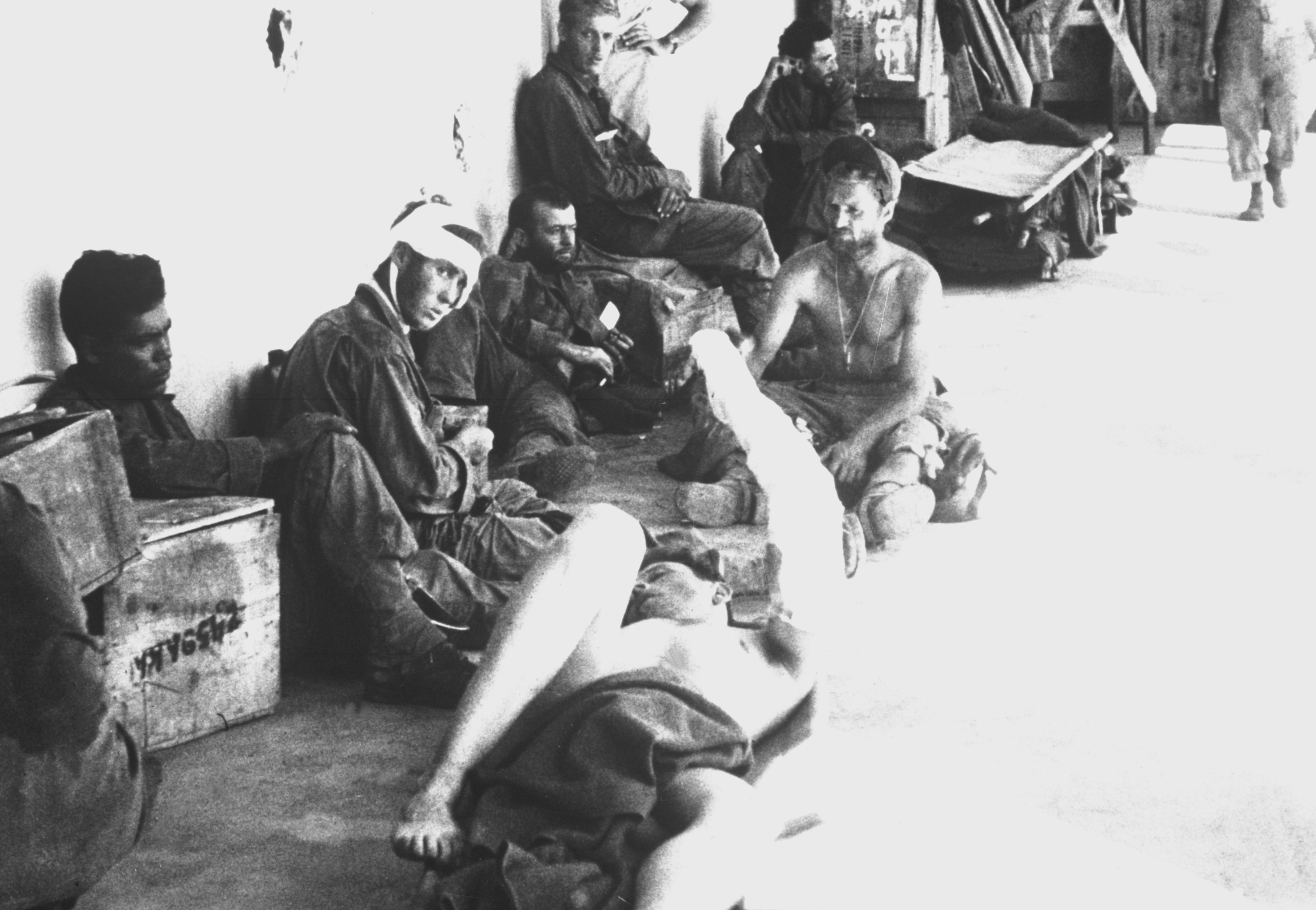
Kimerült foglyok a talaverai kórházban

## Az akció utóélete
A táborból 489 hadifoglyot és 33 civilt szabadítottak ki. Közöttük 492 amerikai, 23 brit, három holland, két norvég, egy kanadai és egy filippínó volt. Az akció napján az O'Donnell-tábort is felszabadították az amerikai csapatok, így nyilvánosságra kerültek a japánok által elkövetett atrocitások. A rangerek és a felderítők közül többeket visszairányítottak az Egyesült Államokba, ahol hadikölcsönkötvényeket reklámoztak, és fogadta őket Roosevelt elnök is. 1948-ban az amerikai kongresszus úgy döntött, hogy a volt foglyok minden táborban töltött napjuk után egy dollárt (2011-es értéken 9,82 dollárt) kapnak. Két évvel később ezt az összeget napi 1,5 dollárral (2011-es értéken összesen 24,51 dollárra) megemelték.
A becslések szerint a cabanatuani mentőakcióban elesett japán katonák száma 530 és ezer között volt. Ebben benne van a tábor 73 őre és körülbelül 150 átutazó katona, aki az éjszakát a barakkokban töltötte, valamint azok, akiket Pajota gerillái gyilkoltak meg a Cabu-folyó hídjánál. Néhány hadifogoly az akció alatt és közvetlenül utána halt meg. Egyikük akkor hunyt el szívrohamban, amikor a rangerek a főkapuhoz vitték. Egyikük így emlékezett vissza rá: „Azt hiszem, túl sok volt az izgalom neki. Igazán szomorú. Csak harminc méterre volt a szabadságtól, amelyben csaknem három éve nem volt része.” Egy másik fogoly Talavera elérésekor vesztette életét betegsége miatt. A rangerek két elesett katonáját, Fishert és Sweezyt a manilai nemzeti temetőben helyezték örök nyugalomra. Pajota gerillái közül húsz, a rangerek és a felderítők közül kettő-kettő sebesült meg.
A kiszabadított foglyokat gyorsan az Egyesült Államokba szállították, legtöbbjüket repülőgéppel. Azok, akik túl betegek vagy gyengék voltak, amerikai kórházakban maradtak. 1945. február 11-én 280 volt fogoly hajózott ki Leytéből a USS General A. E. Anderson fedélzetén San Francisco felé. Egy japán propagandarádió azzal fenyegetőzött, hogy tengeralattjárók, hajók és repülők vadásznak majd a USS General A. E. Andersonra, de ez végül blöffnek bizonyult. A hajó március 8-án megérkezett San Franciscóba.

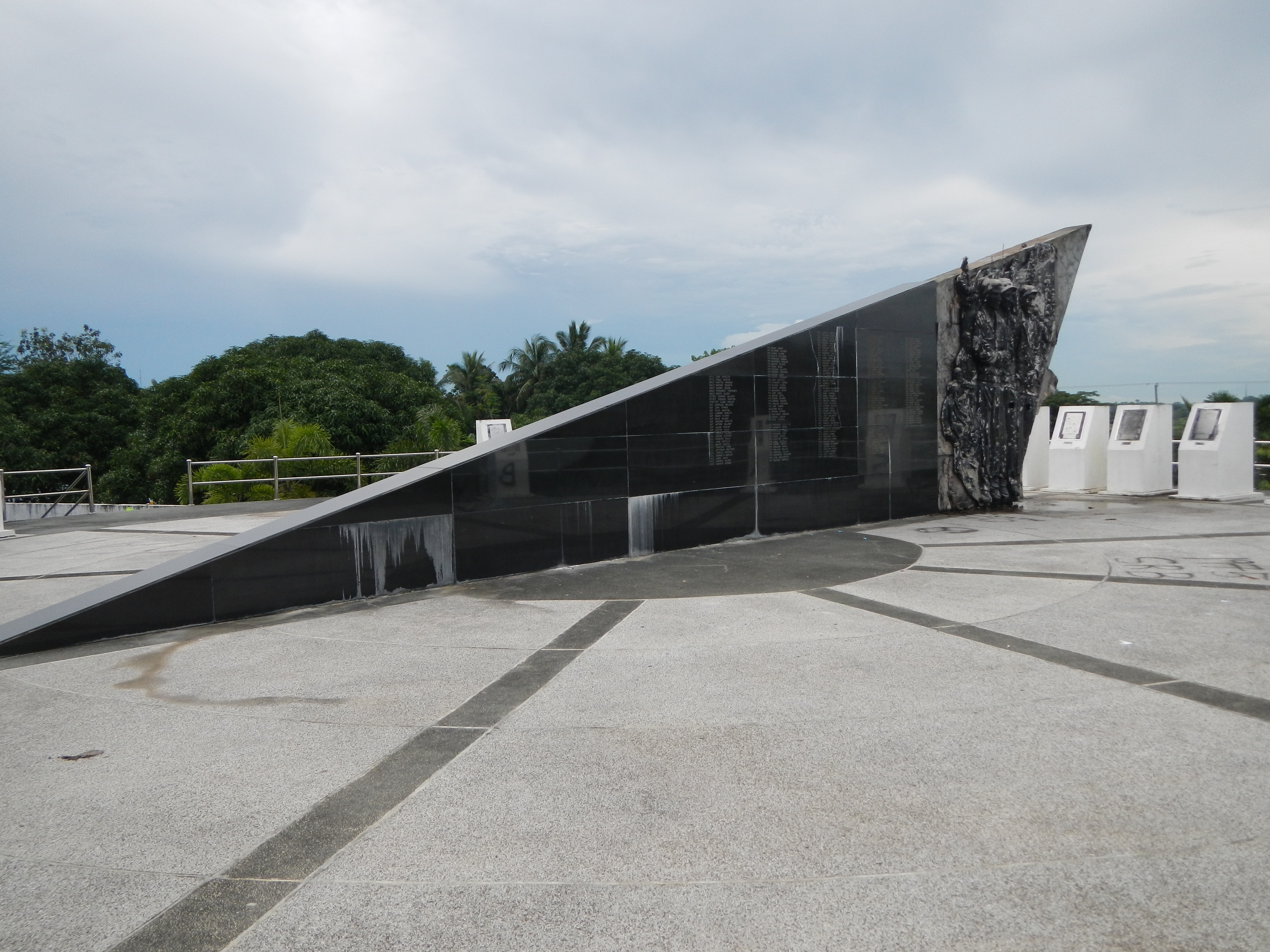
Az emlékmű az egykori tábor területén

Az akció sikerét február 2-án hozták nyilvánosságra, a rabok családtagjait táviratban értesítették szeretteik sorsáról. A cabanatuani felszabadítást hasonló akciók követték, február 3-án a Santo Tomas civil internáló tábort, 4-én a Bilibid-börtönt támadták meg, majd 23-án Los Bañosnál csaptak le az amerikaiak a japánokra.
Douglas MacArthur a cabanatuani akcióról kijelentette: „A csendes-óceáni hadjárat egyetlen eseménye sem okozott akkora örömöt nekem, mint a cabanatuani hadifoglyok kiszabadítása. Az akció csodálatosan sikeres volt.” Habár Henry Muccit felterjesztették a Medal of Honorra, csak a kiváló szolgálatért járó keresztet (Distinguished Service Cross) kapta meg Robert Prince-szel együtt. Muccit ezredessé, a 6. gyalogos hadosztály első ezredének parancsnokává nevezték ki. A többi amerikai tiszt és több sorozott katonát Ezüstcsillaggal (Silver Star) tüntettek ki. A többi amerikai katona és a filippínó gerillák Bronzcsillag (Bronze Star) kitüntetésben részesültek. Nellist, Rounsaville és a többi felderítő elnöki dicséretet (Presidential Unit Citation) kapott.
1945 vége felé exhumálták a táborban elhunyt amerikaiak holttestét, és más temetőkbe szállították át. 1990-ben emlékhelyet alakítottak ki a helyszínen. A tábor egykori területe ma park, ahol egy emlékműre vésték annak a 2656 amerikai fogolynak a nevét, aki Cabanatuanban vesztette életét. Az emlékmű felállítását volt foglyok és veteránok finanszírozták, és a hasonló emlékművek gondozásával foglalkozó American Battle Monuments Commission kezelésében van. Cabanautan városban egy kórház viseli Eduardo Joson gerillavezér nevét.

## Megjelenése a kultúrában
A mentőakciót többször feldolgozták filmen. Először Edward Dmytryk Back to Bataan című 1945-ös filmjében elevenedett meg a történet. A főszereplő John Wayne volt. 2005-ben a The Great Raid on Cabanatuan and Ghost Soldiers című könyv alapján John Dahl forgatott filmet A nagy mentőakció címmel. A film konzultánsa Robert Prince volt.

## Fordítás
- Ez a szócikk részben vagy egészben  a   Raid at Cabanatuan című angol Wikipédia-szócikk fordításán alapul.  Az eredeti cikk szerkesztőit annak laptörténete sorolja fel. Ez a jelzés csupán a megfogalmazás eredetét és a szerzői jogokat jelzi, nem szolgál a cikkben szereplő információk forrásmegjelöléseként.